# Волошинова, Александра Андреевна
Александра Андреевна Волошинова (1900 — 1944) — руководитель самой крупной патриотической группы Крымского подполья в Симферополе в период немецко-румынской оккупации. Псевдоним «Муся». Погибла в застенках гестапо. Посмертно награждена Орденом Ленина.

## Биография
Родилась в 1900 году в Феодосии в семье железнодорожного машиниста Андрея Завгороднего. В четыре года осиротела и жила у родственников.
Подпольный опыт получила уже в годы Гражданской войны во время занятия Крыма украинскими, затем кайзеровскими войсками, а после деникинцами. Будучи ученицей профессиональной женской школы Машковцевых, распространяла листовки, полученные от подпольной большевистской организации железнодорожников Симферополя. Преподаватель географии школы подпольщик Иван Михайлович Волошинов взял её своей связной. С приходом в Крым Советской власти они поженились.
В 1920-е годы преподавала физкультуру в школе фабрично-заводского ученичества, состояла в Обществе пролетарского туризма, была известным экскурсоводом по Южному берегу Крыма. В 1930-е годы училась на вечернем отделении Крымского педагогического института имени Фрунзе, вначале окончила естественный факультет, а затем географический. Получив два диплома, она поступила ещё в вечерний университет марксизма-ленинизма. С 1938 года работала в школе преподавателем географии и вела географический кружок.

### Война
С началом Великой Отечественной войны окончила курсы медсестёр и, не оставляя преподавания в школе, работала в военном госпитале. При занятии Крыма немецко-румынскими войсками эвакуироваться не смогла. В оккупации работала учительницей.
В 1942 году смогла получить доступ к радиоприёмнику остановившегося у её знакомой немца, когда он уходил, пробиралась в его комнату и слушала Москву, записывая радиопередачи и затем читала их своим друзьям педагогам-женщинам Пахомовой, Щербиной, Усовой, Самарской. Постепенно вокруг неё сформировалась крупная подпольная организация, состоящая из 8 групп и насчитывавшая 60 человек. Группами руководили В. К. Ефремова («Хрен»), Н. С. Усова, А. И. Иванова («Мать»), О. М. Щербина, Т. В. Малик, А. А. Досычев, Е. К. Пахомова и Г. Ф. Самарская. Организация вела пропагандистскую работу и распространяла листовки, помогала пленным.
В конце 1942 года из лагеря военнопленных бежал её бывший ученик Толя Досычев, помогла ему достать документы и устроила студентом зубоврачебной школы. Через него с Волошиновой установили связь партизаны, и в середине октября за ней прислали проводника из штаба. С этого момента организация стала заниматься сбором разведданных, предупреждала партизан о готовящихся против них карательных экспедициях.
В доме Волошиновых (Феодосийское шоссе, 10) находился явочный пункт штаба Северного соединения партизанских отрядов Крыма.
С ноября 1943 года работала под псевдонимом «Муся» в непосредственной связи и под руководством секретаря Симферопольского подпольного горкома партии И. А. Козлова в числе восьми ответственных организаторов подпольных групп города с каждым из которых Козлов встречался не реже раза в неделю.

Стройная шатенка среднего роста, с узким смуглым лицом и живыми карими глазами. В черном плюшевом пальто, в высокой бархатной шапочке, из-под которой свешивались красивые локоны, она производила впечатление кокетливой женщины средних лет, следящей за собой и желающей нравиться. Беседуя с ней, я все более и более убеждался, что эта женщина обладает недюжинным, мятежным умом.— И.А. Козлов
Именно через Волошину штабом подполья была налажена связь с группой В.К. Ефремова («Хрен»), через неё организована доставка из леса магнитных мин замедленного действия. Так, известен случай переноса ею мины между картошкой и луком в «авоське», которая, при обыске на Архивном мосту, в поднятых руках крутилась около лица жандарма. Одной из этих мин группой «Хрена» был взорван на станции Ислам-Терек эшелон из пятнадцати вагонов с боеприпасами.
Осенью 1943 года подпольным горкомом принята в партию и утверждена ответственным организатором горкома.

### Арест
Арестована вместе с мужем 7 марта 1944 года. 11 марта перевезена из румынского гестапо в тюрьму.

Она была в своем плюшевом пальто и черной шапочке. Сильно избитая, в синяках, она стояла прямо, твердо, прикрывая воротником обезображенное лицо. Левая нога «Муси» опухла, как колода, на правой руке были содраны ногти.— Люда Михайловна Терентьева (Ефремова)
Позже сидевшие с ней в одной камере и дожившие до освобождения Симферополя (например, колхозница Послушная), вспоминали, что 12 марта к ним в камеру втолкнули женщину. Она, избитая, шаталась, держась обеими руками за голову. На другой день женщина пришла в себя — её звали Александра Андреевна Волошинова. Рассказала, что в гестапо её топтали сапогами, сдавливали тисками грудь. Очень страдала оттого, что никогда больше не увидит сына. Учила арестованных, как вести себя на допросах, старалась развлечь их, читала им наизусть Пушкина.
В тюрьме провела три недели. Во время налета советской авиации, услышав гул самолётов, Александра Андреевна запела «Землянку». В камеру ворвались охранники и увели её.
Посмертно награждена орденом Ленина (1965).

## Семья
Муж — Иван Михайлович Волошинов (1876 — 1944) — преподаватель географии. В годы Гражданской войны — подпольщик большевистской организации железнодорожников Симферополя. В годы Великой Отечественной войны — подпольщик в группе жены, с осени 1943 года — ответственный паспортист подпольного горкома партии. Погиб в застенках гестапо. Посмертно награждён орденом Отечественной войны I степени.
Сын — Леонид Иванович Волошинов (род. 1924) — с третьего курса института добровольцем ушел на фронт, лейтенант, зенитчик. После войны — кандидат исторических наук, преподаватель Симферопольского университета. Автор более двух десятков книг.

## Память
В 1974 году, в дни празднования 30-й годовщины освобождения Крыма от немецко-фашистских захватчиков, в Симферополе улица Камышовая была переименована в улицу Волошиновых.
На доме, в которым жила семья Волошиновых и где была устроена явка подпольщиков, установлена мемориальная доска.